# Chimarra nabilla
Chimarra nabilla là một loài Trichoptera trong họ Philopotamidae. Chúng phân bố ở miền Australasia.